# Jonathan Bay
Aníbal Jonathan Gastón Bay (Villa Ángela, 1º febbraio 1993) è un calciatore argentino, difensore del Platense.

## Caratteristiche tecniche
È un terzino sinistro.

## Palmarès

### Club

#### Competizioni nazionali
- Primera B Nacional: 1

Talleres (C): 2016
- Campionato argentino: 1

Platense: 2025 (Apertura)